# Nightingale (wyspa)
Nightingale (ang. Nightingale Island, dosł. „Wyspa Słowicza”) – wyspa na południowym Oceanie Atlantyckim na południe od wysp Tristan da Cunha i Inaccessible. Powierzchnia wyspy wynosi niecałe 3 km². Wyspa jest niezamieszkana. Nightingale jest terytorium zamorskim Wielkiej Brytanii, wchodzi w skład dependencji Tristan da Cunha, stanowiącej część kolonii Wyspa Świętej Heleny, Wyspa Wniebowstąpienia i Tristan da Cunha.